# Neuville-Coppegueule
Neuville-Coppegueule település Franciaországban, Somme megyében. Lakosainak száma 511 fő (2022. január 1.). Neuville-Coppegueule Hodeng-au-Bosc, Vieux-Rouen-sur-Bresle, Beaucamps-le-Vieux, Inval-Boiron, Le Mazis, Saint-Aubin-Rivière, Saint-Germain-sur-Bresle, Saint-Léger-sur-Bresle és Senarpont községekkel határos.

## Népesség
A település népességének változása:
| Lakosok száma | 580  | 544  | 532  | 521  | 514  | 507  | 509  | 510  | 511  |
|               | 2013 | 2015 | 2016 | 2017 | 2018 | 2019 | 2020 | 2021 | 2022 |